# Presidenti del Consiglio nazionale (Svizzera)
Il presidente del Consiglio nazionale (in tedesco: Präsident des Nationalrats o Nationalratspräsident; in francese: président du Conseil national, in romancio: president dal Cussegl naziunal) presiede il Consiglio nazionale e l'Assemblea federale in Svizzera.
Il Presidente è definito il "primo cittadino" della Confederazione elvetica, ma non è capo dello Stato. Nel cerimoniale ufficiale, è enumerato dopo i membri del Consiglio federale, prima del presidente del Consiglio degli Stati. È eletto dal Consiglio nazionale per il termine di un anno, senza possibilità di rielezione.
Il Presidente è assistito da un Primo Vicepresidente e da un Secondo Vicepresidente, che si alternano a presiedere le sedute in caso di sua assenza momentanea. Tradizionalmente, il Primo Vicepresidente subentrerà al Presidente al termine del suo mandato.
Per quanto riguarda la rappresentanza dei vari gruppi politici in seno al Consiglio nazionale, si è radicata nel tempo l'usanza di eleggere alla presidenza un esponente o una esponente di ciascun gruppo a turno. Nel novembre 2022, i capogruppo hanno concordato formalmente un nuovo metodo di rotazione dei gruppi politici.

## Elenco dei presidenti del Consiglio nazionale
| Periodo    | Nome                         | Cantone            |
| ---------- | ---------------------------- | ------------------ |
| 1848       | Ulrich Ochsenbein            | Berna              |
| 1848-1849  | Jakob Robert Steiger         | Lucerna            |
| 1849-1850  | Alfred Escher                | Zurigo             |
| 1850-1851  | Johann Konrad Kern           | Turgovia           |
| 1851       | Jakob Stämpfli               | Berna              |
| 1851-1852  | Johann Trog                  | Soletta            |
| 1852-1853  | Johann Matthias Hungerbühler | San Gallo          |
| 1853-1854  | Giovanni Battista Pioda      | Ticino             |
| 1854       | Jakob Dubs                   | Zurigo             |
| 1854-1855  | Casimir Pfyffer              | Lucerna            |
| 1855-1856  | Eduard Eugen Blösch          | Berna              |
| 1856       | Friedrich Siegfried          | Argovia            |
| 1856       | Jules Martin                 | Vaud               |
| 1856-1857  | Alfred Escher                | Zurigo             |
| 1857       | Paul Migy                    | Berna              |
| 1857-1858  | Augustin Keller              | Argovia            |
| 1858-1859  | Johann Jakob Stehlin         | Basilea Città      |
| 1859-1860  | Friedrich Peyer im Hof       | Sciaffusa          |
| 1860       | Johann Baptist Weder         | San Gallo          |
| 1860-1861  | Eduard Dapples               | Vaud               |
| 1861-1862  | Karl Karrer                  | Berna              |
| 1862-1863  | Alfred Escher                | Zurigo             |
| 1863       | Joachim Heer                 | Glarona            |
| 1863-1864  | Victor Ruffy                 | Vaud               |
| 1864-1865  | Gottlieb Jäger               | Argovia            |
| 1865-1866  | Andreas Rudolf Planta        | Grigioni           |
| 1866       | Niklaus Niggeler             | Berna              |
| 1866-1867  | Jules Philippin              | Neuchâtel          |
| 1867-1868  | Johann Jakob Stehlin         | Basilea Città      |
| 1868-1869  | Simon Kaiser                 | Soletta            |
| 1869       | Louis Ruchonnet              | Vaud               |
| 1869-1870  | Joachim Heer                 | Glarona            |
| 1870-1871  | Fridolin Anderwert           | Turgovia           |
| 1871-1872  | Rudolf Brunner               | Berna              |
| 1872       | Charles Friderich            | Ginevra            |
| 1872-1873  | Daniel Wirth-Sand            | San Gallo          |
| 1873-1874  | Gottlieb Ziegler             | Zurigo             |
| 1874       | Karl Feer-Herzog             | Argovia            |
| 1874-1875  | Louis Ruchonnet              | Vaud               |
| 1875       | Jakob Stämpfli               | Berna              |
| 1875-1876  | Emil Frey                    | Basilea Campagna   |
| 1876-1877  | Arnold Otto Aepli            | San Gallo          |
| 1877-1878  | Eduard Marti                 | Berna              |
| 1878       | Jules Philippin              | Neuchâtel          |
| 1878-1879  | Melchior Römer               | Zurigo             |
| 1879-1880  | Arnold Künzli                | Argovia            |
| 1880-1881  | Karl Burckhardt              | Basilea Città      |
| 1881       | Antoine Vessaz               | Vaud               |
| 1881-1882  | Karl Zyro                    | Berna              |
| 1882-1883  | Adolf Deucher                | Turgovia           |
| 1883-1884  | Simon Kaiser                 | Soletta            |
| 1884       | Georges Favon                | Ginevra            |
| 1884-1885  | Johannes Stössel             | Zurigo             |
| 1885-1886  | Andreas Bezzola              | Grigioni           |
| 1886-1887  | Henri Morel                  | Neuchâtel          |
| 1887       | Josef Zemp                   | Lucerna            |
| 1887-1888  | Erwin Kurz                   | Argovia            |
| 1888-1889  | Eugène Ruffy                 | Vaud               |
| 1889-1890  | Heinrich Häberlin            | Turgovia           |
| 1890       | August Suter                 | San Gallo          |
| 1890-1891  | Eduard Müller                | Berna              |
| 1891-1892  | Adrien Lachenal              | Ginevra            |
| 1892-1893  | Albert Brosi                 | Soletta            |
| 1893       | Ludwig Forrer                | Zurigo             |
| 1893-1894  | Robert Comtesse              | Neuchâtel          |
| 1894-1895  | Ernst Brenner                | Basilea Città      |
| 1895-1896  | Johann Jakob Bachmann        | Turgovia           |
| 1896       | Josef Stockmar               | Berna              |
| 1896       | Rudolf Gallati               | Glarona            |
| 1896-1897  | Johann Josef Keel            | San Gallo          |
| 1897-1898  | Robert Grieshaber            | Sciaffusa          |
| 1898-1899  | Adrien Thélin                | Vaud               |
| 1899       | Hermann Heller               | Lucerna            |
| 1899-1900  | Rudolf Geilinger             | Zurigo             |
| 1900-1901  | Fritz Bühlmann               | Berna              |
| 1901-1902  | Gustave Ador                 | Ginevra            |
| 1902       | Ulrich Meister               | Zurigo             |
| 1902       | Clemens Iten                 | Zugo               |
| 1902-1903  | Konrad Zschokke              | Argovia            |
| 1903-1904  | Louis Martin                 | Neuchâtel          |
| 1904-1905  | Josef Anton Schobinger       | Lucerna            |
| 1905-1906  | Johann Hirter                | Berna              |
| 1906-1907  | Camille Decoppet             | Vaud               |
| 1907-1908  | Paul Speiser                 | Basilea Città      |
| 1908-1909  | Adolf Germann                | Turgovia           |
| 1909-1910  | Virgile Rossel               | Berna              |
| 1910-1911  | Josef Kuntschen              | Vallese            |
| 1911-1912  | Karl Wild Emil               | San Gallo          |
| 1912-1913  | Carl Spahn                   | Sciaffusa          |
| 1913-1914  | Alfred Planta                | Grigioni           |
| 1914-1915  | Felix Bonjour                | Vaud               |
| 1915-1916  | Arthur Eugster               | Appenzello Esterno |
| 1916-1917  | Anton Büeler                 | Svitto             |
| 1917-1918  | Henri Calame                 | Neuchâtel          |
| 1918-1919  | Heinrich Häberlin            | Turgovia           |
| 1919-1920  | Eduard Blumer                | Glarona            |
| 1920-1921  | Evaristo Garbani-Nerini      | Ticino             |
| 1921-1922  | Emil Klöti                   | Zurigo             |
| 1922-1923  | Johann Jenny                 | Berna              |
| 1923-1924  | Raymond Evéquoz              | Vallese            |
| 1924-1925  | Albert Mächler               | San Gallo          |
| 1925-1926  | Emil Hofmann                 | Turgovia           |
| 1926-1927  | Paul Maillefer               | Vaud               |
| 1927-1928  | Rudolf Minger                | Berna              |
| 1928-1929  | Heinrich Walther             | Lucerna            |
| 1929-1930  | Ernest-Paul Graber           | Neuchâtel          |
| 1930-1931  | Hans Sträuli                 | Zurigo             |
| 1931-1932  | Roman Abt                    | Argovia            |
| 1932-1933  | Ruggero Dollfus              | Ticino             |
| 1933-1934  | Johannes Huber               | San Gallo          |
| 1934-1935  | Hermann Schüpbach            | Berna              |
| 1935-1936  | Rudolf Reichling             | Zurigo             |
| 1936-1937  | Maurice Troillet             | Vallese            |
| 1937-1938  | Fritz Hauser                 | Basilea Città      |
| 1938-1939  | Henry Vallotton              | Vaud               |
| 1939-1940  | Hans Stähli                  | Berna              |
| 1940-1941  | Emil Nietlispach             | Argovia            |
| 1941-1942  | Charles Rosselet             | Ginevra            |
| 1942-1943  | Emil Keller                  | Argovia            |
| 1943-1944  | Paul Gysler                  | Zurigo             |
| 1944-1945  | Pierre Aeby                  | Friburgo           |
| 1945-1946  | Robert Grimm                 | Berna              |
| 1946-1947  | Max Wey                      | Lucerna            |
| 1947-1948  | Albert Picot                 | Ginevra            |
| 1948-1949  | Josef Escher                 | Vallese            |
| 1949-1950  | Jacques Schmid               | Soletta            |
| 1950-1951  | Aleardo Pini                 | Ticino             |
| 1951-1952  | Karl Renold                  | Argovia            |
| 1952-1953  | Thomas Holenstein            | San Gallo          |
| 1953-1954  | Henri Perret                 | Neuchâtel          |
| 1954-1955  | Hermann Häberlin             | Zurigo             |
| 1955-1956  | Paul Burgdorfer              | Berna              |
| 1956-1957  | Joseph Condrau               | Grigioni           |
| 1957-1958  | Robert Bratschi              | Berna              |
| 1958-1959  | Eugen Dietschi               | Basilea Città      |
| 1959-1960  | Gaston Clottu                | Neuchâtel          |
| 1960-1961  | Emil Duft                    | Zurigo             |
| 1961-1962  | Walther Bringolf             | Sciaffusa          |
| 1962-1963  | André Guinand                | Ginevra            |
| 1963-1964  | Otto Hess                    | Turgovia           |
| 1964-1965  | Franz Josef Kurmann          | Lucerna            |
| 1965-1966  | Pierre Graber                | Vaud               |
| 1966-1967  | Alfred Schaller              | Basilea Città      |
| 1967-1968  | Hans Conzett                 | Zurigo             |
| 1968-1969  | Max Aebischer                | Friburgo           |
| 1969-1970  | Mathias Eggenberger          | San Gallo          |
| 1970-1971  | Alfred Weber                 | Uri                |
| 1971-1972  | William Vontobel             | Zurigo             |
| 1972-1973  | Enrico Franzoni              | Ticino             |
| 1973-1974  | Anton Muheim                 | Lucerna            |
| 1974-1975  | Simon Kohler                 | Berna              |
| 1975-1976  | Rudolf Etter                 | Berna              |
| 1976-1977  | Hans Wyer                    | Vallese            |
| 1977       | Elisabeth Blunschy           | Svitto             |
| 1977-1978  | Alfred Bussey                | Vaud               |
| 1978-1979  | Luigi Generali               | Ticino             |
| 1979-1980  | Hanspeter Fischer            | Turgovia           |
| 1980-1981  | Laurent Butty                | Friburgo           |
| 1981-1982  | Hedi Lang                    | Zurigo             |
| 1982-1983  | Franz Eng                    | Soletta            |
| 1983-1984  | André Gautier                | Ginevra            |
| 1984-1985  | Arnold Koller                | Appenzello Interno |
| 1985-1986  | Martin Bundi                 | Grigioni           |
| 1986-1987  | Jean-Jacques Cevey           | Vaud               |
| 1987-1988  | Rudolf Reichling             | Zurigo             |
| 1988-1989  | Josef Iten                   | Nidvaldo           |
| 1989-1990  | Victor Ruffy                 | Vaud               |
| 1990-1991  | Ulrich Bremi                 | Zurigo             |
| 1991-1992  | Hans-Rudolf Nebiker          | Basilea Campagna   |
| 1992-1993  | Paul Schmidhalter            | Vallese            |
| 1993-1994  | Gret Haller                  | Berna              |
| 1994-1995  | Claude Frey                  | Neuchâtel          |
| 1995-1996  | Jean-François Leuba          | Vaud               |
| 1996-1997  | Judith Stamm                 | Lucerna            |
| 1997-1998  | Ernst Leuenberger            | Soletta            |
| 1998-1999  | Trix Heberlein               | Zurigo             |
| 1999-2000  | Hanspeter Seiler             | Berna              |
| 2000-2001  | Peter Hess                   | Zugo               |
| 2001-2002  | Liliane Maury Pasquier       | Ginevra            |
| 2002-2003  | Yves Christen                | Vaud               |
| 2003-2004  | Max Binder                   | Zurigo             |
| 2004-20051 | Jean-Philippe Maitre         | Ginevra            |
| 2005       | Thérèse Meyer                | Friburgo           |
| 2005-2006  | Claude Janiak                | Basilea Campagna   |
| 2006-2007  | Christine Egerszegi          | Argovia            |
| 2007-2008  | André Bugnon                 | Vaud               |
| 2008-2009  | Chiara Simoneschi-Cortesi    | Ticino             |
| 2009-2010  | Pascale Bruderer             | Argovia            |
| 2010-2011  | Jean-René Germanier          | Vallese            |
| 2011-2012  | Hansjörg Walter              | Sciaffusa          |
| 2012-2012  | Maya Graf                    | Basilea Campagna   |
| 2013-2013  | Ruedi Lustenbergerr          | Lucerna            |
| 2014-2015  | Stéphane Rossini             | Vallese            |
| 2015-2016  | Christa Markwalder           | Berna              |
| 2016-2017  | Jürg Stahl                   | Zurigo             |
| 2017-2018  | Dominique de Buman           | Friburgo           |
| 2018-2019  | Marina Carobbio Guscetti     | Ticino             |
| 2019-2020  | Isabelle Moret               | Vaud               |
| 2020-2021  | Andreas Aebi                 | Berna              |
| 2021-2022  | Irène Kälin                  | Argovia            |
| 2022-2023  | Martin Candinas              | Grigioni           |
| 2023-2024  | Eric Nussbaumer              | Basilea Campagna   |
| 2024-2025  | Maja Riniker                 | Argovia            |

1. Dimissionario dal 1º marzo 2005.
Fonte: Parlament.ch

## Statistiche

### Presidenti del Consiglio nazionale per Cantone di provenienza
| Presidenti | Cantone                                            |
| ---------- | -------------------------------------------------- |
| 28         | Berna                                              |
| 24         | Zurigo                                             |
| 20         | Vaud                                               |
| 15         | Argovia                                            |
| 12         | San Gallo                                          |
| 11         | Turgovia                                           |
| 10         | Ginevra Lucerna Neuchâtel                          |
| 9          | Ticino                                             |
| 8          | Basilea Città Vallese                              |
| 7          | Soletta                                            |
| 6          | Grigioni                                           |
| 5          | Friburgo Basilea Campagna                          |
| 4          | Glarona Sciaffusa                                  |
| 2          | Svitto Zugo                                        |
| 1          | Appenzello Interno Appenzello Esterno Nidvaldo Uri |
| 0          | Giura Obvaldo                                      |